# Klepiki járás

A Klepiki járás a Rjazanyi területen

A Klepiki járás (oroszul: Клепиковский район) Oroszország egyik járása a Rjazanyi területen. Székhelye Szpasz-Klepiki.

## Népesség
- 1989-ben  34 766 lakosa volt.
- 2002-ben 29 391 lakosa volt.
- 2010-ben 25 476 lakosa volt.